# Carlo Olmini
Carlo Olmini (Carate Brianza, 24 dicembre 1921 – 22 novembre 1974) è stato un politico italiano, eletto nella IV e V legislatura alla Camera dei deputati.

## Biografia
Impegnato in politica con il Partito Comunista Italiano in Brianza, viene eletto alla Camera dei deputati alle elezioni politiche del 1963 nella circoscrizione Milano-Pavia, venendo confermato anche a quelle del 1968. Conclude il mandato parlamentare nel 1972.
Muore il 22 novembre 1974, all'età di 52 anni.